# Hortensia Acevedo
Hortensia Acevedo o María Hortensia Acevedo de Grenci es una profesora, ensayista y escritora argentina, radicada en Mendoza. Escribió varios libros de poesía, ciencia ficción, y ciencias sociales.

## Biografía
Fue presidenta de la filial Mendoza de la Sociedad Argentina de Escritores (SADE) y miembro de la Academia de Ciencias Sociales de Mendoza, donde se incorporó en 1986. Colaboró con algunas revistas culturales de Mendoza, como Chispear poético y en antologías poéticas.

## Obras
- Hay que conocer a Lo (1978).[6]
- Patena de cristal.. Mendoza: Inca, 1979.
- Odiseas (cuentos). Mendoza: Inca, 1988.[7]
- Sociología de los mendocinos (1999).
- Como la vida: una tragedia, un canto y algunas melodías. Mendoza: Inca, 2000.